# Uncle Buck (série télévisée)
Uncle Buck est une série télévisée américaine en huit épisodes de 22 minutes créée Steven Cragg et Brian Bradley, basée sur le film homonyme L'Oncle Buck, et diffusée entre le 14 juin et le 5 juillet 2016 sur le réseau ABC.
Cette série est inédite dans tous les pays francophones.

## Distribution

### Acteurs principaux
- Mike Epps : Buck Russell
- Nia Long : Alexis Russell
- James Lesure : Will Russell
- Iman Benson : Tia Russell
- Sayeed Shahidi (en) : Miles Russell
- Aalyrah Caldwell : Maizy Russell

### Invités
- Tony T. Roberts (en) : Cy (épisodes 1 et 6)
- Regina Hall : Jackie King (épisode 1)
- Natalie Palamides (en) : Amy (épisode 1)
- Ken Narasaki (en) : Mr Tagahashi (épisode 1)
- Angela Kinsey : Sandy (épisode 3)
- Katrina Law : Diane (épisode 4)
- Shanti Lowry : Holly (épisode 4)
- Josh Dean (en) : Peter (épisode 4)
- Richard Cansino (en) : the client (épisode 4)
- K. D. Aubert : the sorority sister (épisode 4)
- Daphne Blunt (arz) : Jen (épisode 4)
- Big Sean : Flashback Miles (épisode 7)
- Oscar Nuñez : Hector (épisode 7)

## Production

### Développement
Le projet, basé sur le film du même nom sorti en 1989, a débuté en octobre 2014, sous les protestations des familles du réalisateur John Hughes et de l'acteur John Candy.
Le 1er février 2015, le réseau ABC commande un pilote pour la série.
Le 7 mai 2015, la chaîne annonce officiellement après le visionnage du pilote, la commande d'une première saison de treize épisodes,.
Le 12 mai 2015, lors des Upfronts, ABC annonce la diffusion de la série à la mi-saison 2015-2016,.
Le 19 avril 2016, le réseau ABC annonce le lancement de la série pour le 14 juin 2016.
Le 6 juillet 2016, la série est annulée.

### Casting
Les rôles ont été attribués dans cet ordre : Mike Epps, Nia Long, Sayeed Shahidi (en), James Lesure et Aalyrah Caldwell.

## Épisodes
| № | Titre               | Réalisation           | Scénario                         | Première diffusion | Code de prod. | Audience (millions) |
| - | ------------------- | --------------------- | -------------------------------- | ------------------ | ------------- | ------------------- |
| 1 | Pilot               | Phil Traill           | Steven Cragg et Brian D. Bradley | 14 juin 2016       | 101           | 4,96                |
| 2 | Li'l Scarface       | Stan Lathan           | Kenny Smith                      | 14 juin 2016       | 103           | 4,96                |
| 3 | Ride Along          | Fred Goss (en)        | Steven Cragg et Brian D. Bradley | 21 juin 2016       | 102           | 3,47                |
| 4 | Brothers            | Ryan Case             | David Hemingson                  | 21 juin 2016       | 105           | 3,47                |
| 5 | Going to Jail Party | Reginald Hudlin       | Michael Pennie                   | 28 juin 2016       | 104           | 3,65                |
| 6 | I Got This          | Reginald Hudlin       | Alyson Fouse                     | 28 juin 2016       | 106           | 3,65                |
| 7 | The Interrogation   | Ken Whittingham       | Steven Cragg et Brian D. Bradley | 5 juillet 2016     | 108           | 3,23                |
| 8 | Block Party         | Victor Nelli Jr. (en) | Regina Hicks                     | 5 juillet 2016     | 107           | 3,23                |